# Cal Bonic (el Prat de Llobregat)
Cal Bonic és una masia del Prat de Llobregat (Baix Llobregat) inclosa a l'Inventari del Patrimoni Arquitectònic de Catalunya.

## Descripció
Masia que respon a la tipologia 1.I de l'esquema de Danés i Torras. Com la majoria de masies de la Marina del Prat, té la façana orientada a mar i situada perpendicularment a l'eix de la teulada a dues vessants. Al caràcter popular del conjunt hi sobresurt la línia de balcons amb ferros forjats del primer pis de la façana. Ben conservada, és una de les explotacions agrícoles més dinàmiques de la zona.

## Història
A la Consueta Parroquial de la primera meitat del segle xix surt esmentat el Mas "Bonich". Al 1800 pertanyia a la família Dalit, la qual ja apareix documentada a principis del segle xviii.